# Льюїспорт (Кентуккі)
Льюїспорт (англ. Lewisport) — місто (англ. city) в США, в окрузі Генкок штату Кентуккі. Населення — 1767 осіб (2020).

## Географія
Льюїспорт розташований за координатами 37°55′50″ пн. ш. 86°54′10″ зх. д. / 37.93056° пн. ш. 86.90278° зх. д. (37.930668, -86.902816).  За даними Бюро перепису населення США в 2010 році місто мало площу 2,47 км², з яких 2,46 км² — суходіл та 0,01 км² — водойми.

## Демографія
Згідно з переписом 2010 року, у місті мешкало 1670 осіб у 680 домогосподарствах у складі 440 родин. Густота населення становила 676 осіб/км².  Було 781 помешкання (316/км²).
Расовий склад населення:
| - 94,7 % — білих - 2,7 % — чорних або афроамериканців - 0,4 % — азіатів |

До двох чи більше рас належало 1,3 %. Частка іспаномовних становила 2,8 % від усіх жителів.
За віковим діапазоном населення розподілялося таким чином: 24,2 % — особи молодші 18 років, 59,1 % — особи у віці 18—64 років, 16,7 % — особи у віці 65 років та старші. Медіана віку мешканця становила 39,0 року. На 100 осіб жіночої статі у місті припадало 100,5 чоловіків;  на 100 жінок у віці від 18 років та старших — 97,8 чоловіків також старших 18 років.
Середній дохід на одне домашнє господарство  становив 47 254 долари США (медіана — 41 023), а середній дохід на одну сім'ю — 54 990 доларів (медіана — 50 671). Медіана доходів становила 47 228 доларів для чоловіків та 28 382 долари для жінок. За межею бідності перебувало 24,9 % осіб, у тому числі 52,3 % дітей у віці до 18 років та 3,5 % осіб у віці 65 років та старших.
Цивільне працевлаштоване населення становило 594 особи. Основні галузі зайнятості: виробництво — 33,2 %, освіта, охорона здоров'я та соціальна допомога — 24,2 %, роздрібна торгівля — 8,6 %, фінанси, страхування та нерухомість — 6,9 %.